# May Calamawy
May El Calamawy, (en arabe : مي القلماوي , prononcé en arabe égyptien : [mˤɑjj (el) ʔælæmæːwiː], née le 28 octobre 1986) est une actrice égypto-palestinienne,,, qui travaille et réside aux États-Unis depuis 2015,. Elle est surtout connue pour ses rôles dans des séries télévisées américaines comme Dena Hassan dans Ramy, et Layla El-Faouly dans Moon Knight.

## Biographie

### Famille et enfance
May Calamawy est née le 28 octobre 1986 à Bahreïn d'un père banquier égyptien et d'une mère palestinienne-jordanienne. Elle a un frère aîné. Élevée principalement à Bahreïn, elle habite également six ans entre Doha, au Qatar, et Houston, au Texas, avant l'âge de douze ans,. Calamawy est bilingue et parle anglais et arabe.
Elle rêve de devenir actrice après avoir vu le film La mort vous va si bien (1992) quand elle était enfant,.

### Études et formation
Calamawy termine ses études secondaires à Bahreïn puis, à 17 ans, déménage à Boston pour étudier le design industriel, selon le désir de son père. Elle vit ensuite cinq ans à Dubaï avant de retourner aux États-Unis pour poursuivre une carrière d'actrice.
Elle fait des études à l'Emerson College où elle a obtenu un Bachelor of Arts en études théâtrales, et étudié aussi au William Esper Studio à New York.

## Carrière
Calamawy commence sa carrière en faisant des apparitions dans des courts métrages, où elle est créditée de son nom complet, May El Calamawy,. Plus tard, elle change celui-ci en May Calamawy. Après avoir fréquenté l'université, elle a participé au New York Arab American Comedy Festival. De 2009 à 2014, elle partage son temps entre Dubaï et Abu Dhabi, jouant dans des courts métrages et un pilote de télévision.
Elle décroche son premier grand rôle au cinéma en 2013 dans le film Djinn de Tobe Hooper.
En 2017, elle obtient un rôle récurrent dans la mini-série The Long Road Home de National Geographic. L'année suivante, elle joue dans la série télévisée dramatique policière FBI diffusée à CBS.
En octobre 2018, on annonce qu'elle tiendra un rôle récurrent dans la série comique dramatique Ramy diffusée sur Hulu,.
En 2021, elle apparaît dans le film Together Together, avec Ed Helms et Patti Harrison. En janvier de la même année, on annonce son rôle dans la mini-série Moon Knight, diffusée par Disney+ le 30 mars 2022,, où elle a tourne aux côtés de Oscar Isaac, Ethan Hawke et Gaspard Ulliel, et a joué Layla El-Faouly, une archéologue égyptienne et ex-épouse de Marc Spector (joué par Oscar Isaac). Layla a été la première personnage arabe et la première super-héroïne égyptienne de l'Univers cinématographique Marvel,.
En juillet 2022, il a été annoncé qu'elle rejoindrait le casting vocal de la nouvelle série télévisée de Marvel, Moon Girl and Devil Dinosaur, où elle sera une guest star. Le série devrait être diffusé sur Disney Channel et Disney+ en 2023.
Le 18 mai 2023, elle obtient un petit rôle de figuration dans Gladiator 2 réalisé par Ridley Scott.
Le 10 avril 2025, May Calamawy rejoint la distribution du reboot de La Momie réalisé par Lee Cronin et produit par Jason Blum et James Wan. 

## Vie privée
Calamawy souffre d'alopécie, diagnostiquée à l'âge de 22 ans. Sa maladie est incorporée dans le scénario de son personnage Dena Hassan dans la série Ramy lors de la deuxième saison de l'émission,.

## Filmographie

### Courts métrages
- 2007 : Temperance: Leila
- 2008 : Santa Claus in Baghdad: Hala
- 2011 : Hassad Al Möta : zombie du tunnel
- 2011 : Paradise Falls : Jenny
- 2013 : Moi aussi je t'aime
- 2017 : Passerby : Saba
- 2019 : The Bed : femme
- 2019 : Saeed: Sue
- 2019 : 1 Out of 30 : Fatimah
- 2021 : Meet Cute : fille

### Longs métrages
- 2006 : Thursday: Kelly Spencer
- 2012 : A Genie Called Gin : Lucy
- 2013 : Djinn : Aisha
- 2021 : Together Together : Carly
- 2024 : Gladiator 2 de Ridley Scott
- 2025 : The Actor de Duke Johnson
- 2026 : The Mummy de Lee Cronin

### Télévision
- 2011 : Checking In : Raya
- 2017 : Madam Secretary : Mona Alsnany
- 2017 : The Brave : Mina Bayoud
- 2017 : The Long Road Home : Faiza
- 2017 : BKPI : Ameena
- 2018 : FBI : Nita Kayali
- 2019–présent : Ramy : Dena Hassan
- 2022 : Moon Knight : Layla El-Faouly

- 2023 : Moon Girl et Devil le Dinosaure : Fawzia

## Ludographie
- 2020 : NBA 2K21 : Ellie Malik